# Formosatettix changbaishanensis
Formosatettix changbaishanensis är en insektsart som beskrevs av Yuan, Haibin, L. Wang och Bingzhong Ren 2006. Formosatettix changbaishanensis ingår i släktet Formosatettix och familjen torngräshoppor. Inga underarter finns listade i Catalogue of Life.